# Metaseiulus bidentatus
Metaseiulus bidentatus är en spindeldjursart som först beskrevs av Denmark och Evans 1999.  Metaseiulus bidentatus ingår i släktet Metaseiulus och familjen Phytoseiidae. Inga underarter finns listade i Catalogue of Life.